# Alpha capricornides
 (juillet 2020).
Si vous disposez d'ouvrages ou d'articles de référence ou si vous connaissez des sites web de qualité traitant du thème abordé ici, merci de compléter l'article en donnant les références utiles à sa vérifiabilité et en les liant à la section « Notes et références ».
Les Alpha capricornides sont une pluie d'étoiles filantes active en juillet. 
Sa période d'activité s'étend du 3 juillet au 15 août et son maximum se produit vers le 30 juillet. 